# 教宗預言

教宗徽章

教宗预言（拉丁語：Prophetia Sancti Malachiae Archiepiscopi, de Summis Pontificibus）或称圣馬拉奇预言，為紀錄最后的审判之前112位教宗的暗喻短語，出自据說有预知能力的12世纪爱尔兰的阿馬總教區总主教圣馬拉奇的手稿，1590年被一位叫阿諾德·維翁的传教士重新發現，並在其1595年的著作《Lignum Vitæ》内首次轉述此一预言。

## 出处
1595年，教宗预言被作为本笃会历史学家阿諾德·維翁的著作《Lignum Vitæ》的一部分被首次出版，作者认为这个预言是12世纪北爱尔兰的阿马總教區总主教玛拉基的作品。根据传统说法，1139年，玛拉基被教宗依诺增爵二世召唤到罗马。据传1139年在他到訪罗马期间，預見关于最后的审判之前112位教宗的「暗喻式的影像」，随后他將所見以拉丁文隐晦短语紀錄在五页羊皮纸上，交给当时的教宗依诺增爵二世，教宗閱读後，下令密封在档案馆裏，原始手稿就此被保存在罗马教廷档案并被忘却，直到在1590年被重新发现。
然而，圣伯尔纳铎写的圣玛拉基传记没有提到这个预言，也没有提到这个预言在1595年出版之前的任何记载。包括最近几版《天主教百科全书》在内的一些来源，认为此预言是16世纪晚期的伪作。一些人认为它的真实作者是诺查丹玛斯，托名于圣马拉奇，以免因预言教宗权的毁灭而受到责难。而此预言真实性的支持者，如有关这种主张的畅销书《最后的教宗》（The Last Pope）的作者約翰·霍格約翰·霍格表示，即使今人不能确定此预言的作者身份，这些预言的预测仍然是有效的。

## 预言所提到的教宗和相应的箴言列表
本列表改编自Peter Bander所著《圣玛拉基的预言》（The Prophecies of St. Malachy）一书。
可能是因为两位对立教宗的存在，其列出的教宗序数比罗马教廷的官方教宗序数走得快一些（现任教宗良十四世被教廷官方计为第267任教宗）。
本表列出的教宗被分为两组：
- 第一组：1590年圣马拉奇预言问世之前的74位教宗和对立教宗——他们与预言中的箴言的一般是清晰的；
- 第二组：1590年起的37位教宗——他们与预言中的箴言的联系常常是勉强的或完全隐晦的。

## 1143年至1590年間的教宗及对其的预言
自17世纪开始，人们按照顺序把教宗的名字与书中的绰号进行比对。
預言的第1位教宗是教宗雷定二世，1143年到1144年在位，他的预言是「Ex castro Tiberis」（台伯河上的城堡），据传雷定二世在一座台伯河边的城堡裏出生。
預言的第2位教宗為教宗路爵二世，1144年到1145年在位，他的预言是「Inimicius expulsus」（被赶走的敌人），这位教宗在任內被罗马人赶出罗马。
預言的第6位教宗為對立教宗維篤四世，1159年到1164年在位，他的预言是「Ex tetro carcere」（可怕的监狱），这位對立教宗的最终归宿就是一间凄冷的牢房。
預言的第12位教宗為教宗额我略八世，1187年在位，他的预言是「Ensis Laurentii」（圣罗兰之剑），这位教宗的樞機物徽上有两把相重叠的宝剑，1187年，圣城耶路撒冷被伊斯兰勢力攻陷，这位教宗发出教令，呼吁整个基督教界重新拿起剑来，继续圣战。
預言的第22位教宗為教宗克勉四世，1265年到1268年在位，他的预言是「Draco depressus」（破产的龙），这位教宗在西西里国位争夺战中和法王的弟弟查理联手击败来之德意志的Manfred，Manfred的家徽就是条龙。
預言的第31位教宗為教宗雷定五世，1294年在位，他的预言是「Ex eremo celsus」（孤独的生活），这位教宗是一位一个生活在山中的隐士，在当了几个月的教宗后辞职又回到了山岭生活。
預言的第40位教宗為教宗乌尔巴諾五世，1362年到1370年在位，他的预言是「Gallus videcomes」（法国贵族），这位教宗是法国人，出身贵族。
預言的第58位教宗為教宗思道四世，1471年到1484年在位，他的预言是「Piscator minorita」（矿工和渔民）。这位教宗是渔民之子，幼年父母双亡，被做矿工的哥哥们养大。
預言的第69位教宗為教宗保禄四世，1555年到1559年在位，他的预言是「De fide Petri」（伯多禄的信德），这位教宗登上教宗宝座前名叫伯多禄Carafe，Carefe就是信心的意思。

## 1590年以后的教宗及对其的预言
預言的第80位教宗為教宗额我略十五世，1621年到1623年在位，他的预言是「In tribulation pacis」（和平的历程）。这位教宗在任期最大的贡献就是让当时祸害欧洲的30年战争的各方达成了停火协议。
預言的第81位教宗為教宗乌尔巴諾八世，1623年到1644年在位，他的預言是「Lilium et Rosa」（百合与玫瑰）。乌尔巴諾八世出身的佛罗伦萨教区是以百合花为象徵，乌尔班八世曾在其盾形徽章中，用了三對采集百合和玫瑰花蜜的蜜蜂。
預言的第82位教宗為教宗依诺增爵十世，1644年到1655年在位，他的預言是「Jucunditas crutis」（十字架上的欢乐），这位教宗正是在1644年9月16日基督教十字日当选为教宗。
預言的第83位教宗為教宗亚历山大七世，1655年到1667年在位，他的預言是「Montium custos」（山峰的守门人），这位教宗的家徽上中心位置就是一座山峰。
預言的第84位教宗為教宗克勉九世，1667年到1669年在位，他的預言是「Sidus olorum」（天鹅之星），这位教宗出身在Stellata河旁，Stellata就是星星的意思，他在当选教宗之前居住的地方叫做天鹅厅。
預言的第85位教宗為教宗克勉十世，1670年到1676年在位，他的預言是「De flumine magno」（大河），这位教宗出身罗马，传说婴儿时曾被父母丢弃到罗马台伯河裏。
預言的第86位教宗為教宗依诺增爵十一世，1676年到1689年在位，他的預言是「Bellua insatiabitis」（凶猛的野兽），这位教宗的家徽上左右各有一只雄狮和秃鹰。
預言的第87位教宗為教宗亚历山大八世，1689到1691年在位，他的預言是「Poenitentia gloriosa」（光荣的悔罪），这位亚历山大八世在圣Bruno日当选为教宗，在基督教裏，圣Bruno就是悔罪者的代名词。
預言的第88位教宗為教宗依诺增爵十二世，1691年到1700年在位，他的預言是 「Rastrum in porta」（门前的耙子），这位教宗的家族自古就住在意大利港口城市那不勒斯的靠海城门外。
預言的第89位教宗為教宗克勉十一世，1700年到1721年在位，他的預言是「Flores circumdati」 （花朵周围），这位教宗出身在被称为花城的意大利城市Urbin。
預言的第90位教宗為教宗依诺增爵十三世，1721年到1724年在位，他的預言是「De bona religione」（宗教的仆人），依诺增爵十三世所在的Conti dei Segni家族出了9位教宗，是名副其实的宗教仆人。
預言的第91位教宗為教宗本笃十三世，1724年到1730年在位，他的預言是「Miles in bello」（战场上的士兵），本笃十三世所在的奧爾西尼家族从中世纪开始就是军人世家。
預言的第94位教宗為教宗克勉十三世，1758年到1769年在位，他的预言是「Rosa Umbriae」（翁布里亚的玫瑰），克勉十三世在成为教宗之前，做过翁布里亚的总督。
預言的第101位教宗為教宗庇护九世，1846年到1878年在位，他的预言「Crux de cruce」（来自十字架的十字架），庇护九世在意大利革命中被迫身背十字架，而逼他的人是意大利皇室Savoie家族，家徽上就有一个大十字架。
預言的第102位教宗為教宗良十三世，1878年到1903年在位，他的预言「Lumen incaelo」（空中之光）是对他的称呼，良十三世的两只手臂呈现出彗星的形状。

## 现代教宗及对其的预言

### 庇护十世（「Ignis ardens」）
預言的第103位教宗為教宗庇護十世，1903年到1914年在位，他的预言是「Ignis ardens」（燃烧的热火）。

### 本笃十五世（「Religio depopulata」）
預言的第104位教宗為教宗本笃十五世，1914年到1922年在位，他的预言是「Religio depopulata」（受苦的宗教），在他的在任期间经历了一战，西班牙流感和十月革命，天主教会受到了很大的打击。

### 庇护十一世（「Fides intrepida」）
預言的第105位教宗為教宗庇護十一世，1922年到1939年在位，他的预言是「Fides intrepida」（无畏的信仰）。

### 庇护十二世（「Pastor angelicus」）
預言的第106位教宗為教宗庇護十二世，1939年到1958年在位，他的预言是「Pastor angelicus」（天使的牧羊人）。

### 若望二十三世（「Pastor et nauta」）
預言的第107位教宗為教宗若望二十三世，1958年到1963年在位，他的预言「Pastor et nauta」被说成了「牧羊人和水手」，这是一个非常恰当的称号，因为他把自己的教宗任期定义为牧羊人，而他召开的梵蒂岡第二屆大公會議的徽章上是十字架和轮船的图案，再者，他当选教宗之前是威尼斯宗主教區宗主教，而威尼斯一个古老的海上都市。

### 保祿六世（「Flos florum」）
預言的第108位教宗保祿六世，1963年到1978年在位，他的预言是「Flos florum」（花），其教宗牧徽上有三朵法國百合花的樣式。

### 若望保祿一世（「De mediate luna」）
預言的第109位教宗為教宗若望保祿一世，1978年8月至10月在位，他的預言是「De mediate lunae」，意指「沉思的月亮」，因为他死于月亮循环期的中间。

### 若望保祿二世（「De labore solis」）

若望保祿二世的教宗牧徽，大写字母「M」代表圣母玛利亚，教宗常以孝爱之心向圣母敬礼。

預言的第110位教宗為教宗若望保祿二世，照预言的推算，应该就是倒数第三位教宗。对应的箴言是「De labore solis」，字面上的意思是“太阳的工作”——"Of the labor（work/giving birth） of the sun"；而「labor solis」作为一个通用的拉丁语词汇表示“日食 （页面存档备份，存于）”。这位教宗是出生日和葬礼日都是一个日食日。
| 日期（UTC）             | 最大日食时间（UTC） | 沙罗周期        | 日食类型 | 最大日食点                        | 持续时间 | 日食地带 | 示意图 |
| ----------------------- | ------------------- | --------------- | -------- | --------------------------------- | -------- | --- | ------ |
| 1920年5月18日（出生日） | 06:14:55            | 146（22 of 76） | 日偏食   | 69°06′S 107°42′E / 69.1°S 107.7°E |          | 印度洋 |        |
| 2005年4月8日（葬礼日）  | 20:36:51            | 129（51 of 80） | 日全食   | 10°36′S 119°00′W / 10.6°S 119.0°W | 00m 42s  | 日全食：委内瑞拉、哥伦比亚、巴拿马、法属波利尼西亚西南部、邦蒂群岛 日偏食：太平洋、墨西哥、中美洲、加勒比、南非西部、新西兰、南极洲西部 |        |

有多种关于其箴言的解释：
- 1978年成为教宗若望保祿二世的嘉祿·若瑟·沃伊蒂瓦（波蘭語：Karol Józef Wojtyła）于1920年5月18日在波兰生。当天，印度洋上发生日偏食。而在其葬礼之日（2005年4月8日），从南太平洋到南美洲发生了一次罕见的日全食。

- 第二次世界大战期间，嘉祿·沃伊蒂瓦曾在波兰的一个采石场工作，于“日光下劳动”。

- 这可能也指《默示录》第12章所记载的异象里“身披日头，脚踏月亮，头戴十二星的冠冕”的“光明妇人”代祷的结果。罗马天主教认为她与圣母玛利亚有关。因为若望保祿二世热心敬礼圣母玛利亚，他把自己从1981年5月13日的暗杀中幸存归功于圣母玛利亚的代祷。

- 他肯定了葡萄牙法蒂玛“圣母显现”事件所带来的讯息的重要性。

- 教宗若望保祿二世於2002年颁布的《童贞玛利亚的玫瑰经》中增加了“光明五端”：耶稣在约旦河受洗、耶稣参与加纳婚宴、耶稣宣讲天国劝人悔改、耶稣在泰博尔山显圣容、耶稣在最后晚餐中建立圣体圣事。

### 本笃十六世（Gloria olivae）
“橄榄的荣耀”是该预言列出的最后一个短的词组。

本笃十六世教宗牧徽

教宗若望保禄二世於2005年死后，樞機團召集世界各地的樞機，选出天主教第265任教宗，即预言的第111位教宗。预言形容他为「Gloria olivae」（橄榄的荣耀）。对此，先前有人解读成新教宗可能拥有橄榄肤色，是来自拉丁美洲或非洲国家。又可能是拥有犹太血统的樞機，因为《圣经》的橄榄枝是犹太人的象徵。另一可能是教宗将出身于圣本笃修会，因为它在十四世纪创立时名为“橄榄会”（Olivetans）。德国籍樞機拉青格当选后，人们以为预言不灵了，然而，当人们得知新教宗的名号为「本笃十六世」时，他們才恍然大悟圣马拉奇的预言含意。拉青格将会是世界末日最终审判前的倒数第二位教宗。
另一种解释是“橄榄的荣耀”将会促进世界和平，因为橄榄枝是和平的象征。而据《達尼爾先知書》预言，最终引发末世大战的敌基督势力会先促成中东盟约和平并维持一段时期。有人会认为其教宗牧徽上一个女人一个兽的形象与默示录中骑着兽的巴比伦大淫妇不谋而合，但实际上，图案是代表德國弗賴辛的戴王冠黑人側面頭像，拉青格曾任慕尼黑-弗賴辛總教區總主教，從14世紀起弗賴辛總教區歷任總主教的牧徽都用这个图案；而背有重物的熊，稱為“高比寧的熊”，象征基督信仰驯服了異教蛮族。8世紀向巴伐利亚傳福音的高比寧是弗賴辛教區首位主教，後成為該教區的主保聖人。传说高比寧前往羅馬朝聖途中遇到一頭熊，熊吞噬了负担他行李的畜牲，他便命令熊擔他的行李一同去羅馬；抵達羅馬後，聖人將熊放了，讓牠返回森林中。

### 方濟各（「Petrus Romanus」）

方济各教宗牧徽

預言的第112位教宗為教宗方濟各，他的預言是「Petrus Romanus」（羅馬人伯多祿），他的父亲由意大利移民至阿根廷，因而教宗方濟各也有意大利血統，故合乎了「羅馬人」；而「伯多祿」為教會的“磐石”，即首任教宗，因此教宗也有「伯多祿繼承者」之意。此外，教宗方濟各選此名號是為了紀念安貧樂道的方濟各會創辦人聖方濟亞西西，他的全名是Francesco di Pietro di Bernardone，義大利文Pietro就是英文Peter，中文伯多祿。此外，亞西西也在意大利境內，故和羅馬也有聯繫。
教宗方濟各其所使用的教宗牧徽上方為耶穌會的會徽太陽、十字架及IHS，下方由左自右為一颗八角星及甘松花，IHS的意義為耶穌，而在羅馬時期由於天主教徒以魚作為其象徵符號，因此IHS在希臘文中也被作為漁夫使用至今，而漁夫在天主教中則指向第一位教宗伯多祿。因此可以得到擁有義大利血統且牧徽上有象徵漁夫的字樣或是羅馬字意義上的漁夫。

#### 最后也是最长的一段预言
- 拉丁语原文：In pſecutione extrema S.R.E. ſedebit. Petrus Romanus, qui paſcet oues in multis tribulationibus: quibus tranſactis ciuitas ſepticollis diruetur, & Iudex tremẽdus iudicabit populum ſuum. Finis.

- 汉语译文：“在对神圣罗马教会的最后迫害中，（教会）将由罗马人伯多祿所統治。他将在苦难中牧养主的羔羊。当这些完结后，七丘之城将会被毁灭，令人敬畏的天主将审判祂的子民。完结。”

在以前，人们普遍认为教宗方济各是预言中的最后一位教宗，即罗马人伯多禄。在教宗方济各病危的消息传出后，对於这段预言出现了新的解读。
其中一种观点认为，在教宗方济各逝世之后，最后一位教宗将是一位真名或教名为伯多禄（Peter）的人物。
另一种更加被广泛认同的观点认为，教宗方济各依旧是最后一任教宗，而在他逝世之后教宗位子将不再有人填补，直到审判日来临为止。（这并非不可能，因为圣公会的坎特伯雷大主教在贾斯丁·威尔比主教辞任之后，至今同样出现坎特伯雷大主教位子空缺的现象。）
另外，有人发现教宗预言里的其中一任教宗，即教宗思道五世，对於他的预言是“标志中间的车轴”（Axle in the midst of a sign）因此分析认为，他便是在预言中处於中间的教宗。而他上任的年份距离预言中第一任教宗上任年份为442年。教宗思道五世的上任年份为1585年，因此推算442年后的2027年为天主审判日到来的日期。在教宗位子空位期间，在天上的圣伯多禄将会带领天主教会。
但隨著新任教宗良十四世上任，教宗預言似乎被打破，又或者需要新的詮釋。

### 引用
1. ↑  Lawlor, H. J. . London, New York: The Macmillan Company. 1920: 267. online 的存檔，存档日期2011-06-30.
2. ↑  David Mouriquand. . EuroNews. 2025-03-14  [2025-04-25]. （原始内容存档于2025-05-01） （英语）.
3. ↑  Adriana Diaz. . New York Post. April 21, 2025  [2025-04-25]. （原始内容存档于2025-05-16） （英语）.
4. ↑  Sumanti Sen. . Hindustan Times. Apr 22, 2025  [2025-04-25]. （原始内容存档于2025-04-22） （英语）.
5. ↑  Niamh Griffin. . Irish Examiner. Thu, 24 Apr, 2025  [2025-04-25]. （原始内容存档于2025-04-25） （英语）.